# Kanton (bestuur)
Dit artikel gaat over een kanton als bestuurseenheid. Kantons komen in deze context niet meer voor in Nederland, wel in België. Een kanton vormt meestal de bestuurslaag boven die van gemeenten.
Europese landen die kantons kennen zijn: België, Frankrijk, Luxemburg en Zwitserland. 

## België
In België staat het kanton tussen de gemeente enerzijds en daarbovende liggende lagen (5) anderzijds in. Er wordt een verschil gemaakt tussen een kieskanton en een gerechtelijk kanton. Vroeger bestonden er ook militiekantons.

## Frankrijk
In Frankrijk staan de kantons tussen de gemeente en het arrondissement in.

## Luxemburg
Het land Luxemburg is ook direct ingedeeld in kantons.

## Zwitserland
In Zwitserland vormt het kanton de hoogste binnenlandse bestuurslaag, deze kantons hebben ongeveer dezelfde autonomie en bevoegdheden als een deelstaat.

## Andere landen
Ook zijn er andere landen met een soortgelijke bestuurseenheid, maar dan met een andere benaming. Zo kent bijvoorbeeld Engeland de districten, Duitsland de Landkreise en Japan de gun.